# USS Harrison (DD-573)
USS Harrison (DD-573) là một tàu khu trục lớp Fletcher được Hải quân Hoa Kỳ chế tạo trong Chiến tranh Thế giới thứ hai. Nó là chiếc tàu chiến thứ hai của Hải quân Mỹ được đặt theo tên Đại tá Hải quân Napoleon Harrison (1823-1870), người tham gia Chiến tranh Mexico-Hoa Kỳ và cuộc Nội chiến Hoa Kỳ. Nó hoạt động cho đến hết Thế Chiến II, được cho xuất biên chế năm 1946, rồi được chuyển cho Mexico năm 1970 và hoạt động như là chiếc ARM Cuauhtémoc (E01) cho đến năm 1982. Harrison được tặng thưởng mười một Ngôi sao Chiến trận do thành tích phục vụ trong Thế Chiến II.

## Thiết kế và chế tạo
Harrison được đặt lườn tại xưởng tàu của hãng Consolidated Steel Corporation ở Orange, Texas vào ngày 25 tháng 6 năm 1941. Nó được hạ thủy vào ngày 4 tháng 5 năm 1942; được đỡ đầu bởi bà Harry B. Hird; và nhập biên chế vào ngày 25 tháng 1 năm 1943 dưới quyền chỉ huy của Hạm trưởng, Trung tá Hải quân C. M. Dalton.

## Lịch sử hoạt động

### 1943
Sau khi chạy thử máy huấn luyện trong khu vực vịnh Mexico và vùng biển Caribe, Harrison hộ tống một tàu buôn đi đến vùng kênh đào Panama, rồi lên đường đi New York, đến nơi vào ngày 6 tháng 4 năm 1943 và đi đến Charleston hai ngày sau đó. Nó gia nhập một đoàn tàu khởi hành từ New York để đi sang Casablanca, Bắc Phi, và sau khi ghé qua nhiều cảng tại Địa Trung Hải, đã quay trở về Charleston vào ngày 1 tháng 6. Sau đó nó được phân công thực hành chống tàu ngầm tại vùng biển Caribe cùng tàu sân bay USS Yorktown (CV-10), và tiếp tục nhiệm vụ hộ tống tại khu vực này cho đến ngày 22 tháng 7.
Harrison được điều động sang Mặt trận Thái Bình Dương vào giữa năm 1943, nơi bắt đầu các chiến dịch đổ bộ lớn. Khởi hành từ Norfolk, Virginia vào ngày 22 tháng 7 cùng tàu sân bay USS Lexington (CV-16), nó đi đến Trân Châu Cảng vào ngày 9 tháng 8, bắt đầu thực tập huấn luyện đổ bộ và hộ tống các tàu sân bay trong các chiến dịch không kích. Đội đặc nhiệm lên đường vào ngày 22 tháng 8 cho các cuộc không kích xuống Marcus, Wake và Tarawa, xen kẻ với những đợt nghỉ ngơi tiếp liệu ngắn tại Trân Châu Cảng. Sau khi hoàn tất các hoạt động quan trọng này, chiếc tàu khu trục lên đừng vào ngày 21 tháng 10 để nhận nhiệm vụ tại khu vực quần đảo Solomon.
Harrison đi đến Espiritu Santo, New Hebrides vào ngày 4 tháng 11, và lên đường đi vịnh Nữ hoàng Augusta, Bougainville ba ngày sau đó để hộ tống cho các tàu vận chuyển lực lượng tăng viện. Đang khi tuần tra ngoài khơi các bãi đổ bộ mà binh lính Thủy quân Lục chiến đã chiếm giữ từ ngày 1 tháng 11, phía Nhật Bản tung ra một đợt không kích nặng nề với máy bay ném bom bổ nhào và máy bay ném bom-ngư lôi trong đêm 8-9 tháng 11; hỏa lực phòng không của chiếc tàu khu trục đã bắn rơi ít nhất một máy bay đối phương. Nó lên đường vào ngày 14 tháng 11 để hướng đến quần đảo Gilbert, làm nhiệm vụ hộ tống bảo vệ cho các tàu vận chuyển trong khi binh lính tấn công đổ bộ lên bờ vào ngày 20 tháng 11. Nó tiếp tục ở lại ngoài khơi trong khi diễn ra Trận Tarawa đẫm máu cho đến ngày 29 tháng 11, khi nó đảm nhiệm tuần tra ngoài khơi Makin. Sau đó nó lên đường đi Funafuti vào ngày 7 tháng 12, tham gia thực tập huấn luyện cho đến khi quay về Trân Châu Cảng vào ngày 1 tháng 1 năm 1944.

### 1944
Harrison trải qua phần lớn tháng 1 năm 1944 thực tập bắn pháo hỗ trợ nhằm chuẩn bị cho Chiến dịch quần đảo Gilbert và Marshall sắp diễn ra. Nó lên đường cùng Lực lượng tấn công phía Nam vào ngày 22 tháng 1, đi đến ngoài khơi Kwajalein vào ngày 31 tháng 1. Nó hộ tống cho USS New Mexico (BB-40) và USS Mississippi (BB-41) khi những chiếc thiết giáp hạm bắn phá các công sự trên bờ; bản thân nó đã đánh chìm một tàu chở dầu nhỏ bằng hải pháo khi các con tàu Nhật Bản tìm cách thoát ra khỏi vũng biển. Khi binh lính Thủy quân Lục chiến đổ bộ lên Kwajalein và tiến quân qua nhiều đảo nhỏ của đảo san hô này, chiếc tàu khu trục đi vào vũng biển vào ngày 4 tháng 2 để bắn pháo hỗ trợ, và trải qua bốn tuần lễ tiếp theo tuần tra ngoài khơi và thả neo trong vũng biển, cho đến khi khởi hành vào ngày 1 tháng 3 để quay về Efate, New Hebrides.
Harrison đi đến Efate vào ngày 7 tháng 3, và sau một chặng nghỉ ngắn, nó hộ tống cho một đội đặc nhiệm trong cuộc không kích lên Kavieng thuộc đảo New Ireland vào ngày 20 tháng 3. Quay trở về Efate vào ngày 25 tháng 3, nó tham gia một lực lượng lên đến 200 tàu các loại trong chiến dịch đổ bộ lớn nhất từng tổ chức tại khu vực Tây Nam Thái Bình Dương, cuộc đổ bộ lên Hollandia. Nó đi đến ngoài khơi New Guinea vào ngày 1 tháng 4, tham gia tuần tra và hộ tống cho đến ngày 19 tháng 4, rồi lên đường tham gia cuộc tấn công lên vịnh Humboldt. Nó hộ tống cho các tàu sân bay trong cuộc không kích lên các sân bay đối phương cũng như hỗ trợ cho cuộc đổ bộ. Sau đó nó đi đến Port Purvis vào ngày 11 tháng 5, tuần tra và thực hành tại chỗ trong một tháng.
Tham gia Chiến dịch quần đảo Mariana và Palau tiếp theo, Harrison lên đường đi sang quần đảo Marshall vào ngày 4 tháng 6 để chuẩn bị. Sau khi đi đến ngoài khơi Kwajalein vào ngày 8 tháng 6, nó hoạt động tuần tra canh phòng cho đến ngày 17 tháng 6, khi nó lên đường đi Guam. Đến nơi vào ngày 21 tháng 6, nó bắn pháo hỗ trợ cho binh lính Thủy quân Lục chiến trên bờ và tuần tra khu vực vận chuyển. Thắng lợi tại đây không chỉ phá vỡ vành đại phòng thủ bên trong của Đế quốc Nhật Bản, mà còn hầu như xóa sổ không lực trên tàu sân bay của Hải quân Nhật trong Trận chiến biển Philippine, khi họ mất trên 400 máy bay trên tàu sân bay. Sau đó Harrison quay trở về Espiritu Santo ngang qua Eniwetok, đến nơi vào ngày 16 tháng 8.
Chiếc tàu khu trục lên đường đi New Guinea vào ngày 22 tháng 8, nơi nó hỗ trợ hải pháo cho cuộc đổ bộ của Chuẩn đô đốc Daniel E. Barbey lên đảo Morotai vào ngày 15 tháng 9. Sau khi trợ giúp thành lập căn cứ không quân quan trọng tại đây, nó tham gia một lực lượng đặc nhiệm lớn tại vịnh Humboldt và lên đường vào ngày 13 tháng 11 để tham gia một chiến dịch lớn trong chiến tranh, Chiến dịch Philippines. Nó đi đến ngoài khơi Leyte vào ngày 20 tháng 10, bắn pháo hỗ trợ cho lực lượng tấn công trong cuộc đổ bộ ban đầu. Sau đó nó làm nhiệm vụ hộ tống vận tải tại khu vực vịnh Leyte đông đúc, cho đến khi quay trở về vịnh Humboldt vào ngày 23 tháng 10.

### 1945
Sau một thời gian dài hoạt động liên tục tại chiến trường Thái Bình Dương, Harrison lên đường quay trở về Hoa Kỳ để đại tu vào ngày 1 tháng 11, đi ngang qua Trân Châu Cảng, và về đến Xưởng hải quân Mare Island, California vào ngày 24 tháng 11. Sau khi hoàn tất sửa chữa, nó lên đường đi Trân Châu Cảng vào ngày 20 tháng 1 năm 1945. Đi đến Ulithi vào ngày 7 tháng 2, nó gia nhập Lực lượng Đặc nhiệm 58, lực lượng đặc nhiệm tàu sân bay nhanh dưới quyền Phó đô đốc Marc Mitscher trực thuộc Đệ Ngũ hạm đội, rồi cùng các tàu sân bay Hornet (CV-12), Wasp (CV-18) và các tàu chiến khác lên đường ba ngày sau đó để tấn công lên các đảo chính quốc Nhật Bản, cuộc không kích đầu tiên kể từ cuộc Không kích Doolittle huyền thoại vào năm 1942.
Tuân thủ những biện pháp bảo mật nghiêm nhặt nhằm đạt được yếu tố bất ngờ, lực lượng đi đến ngoài khơi Nhật Bản vào ngày 16 tháng 2, tung ra một loạt các cuộc không kích vào khu vực phụ cận Tokyo. Sau đó lực lượng hướng xuống phía Nam để hỗ trợ cho cuộc đổ bộ lên Iwo Jima vào ngày 19 tháng 2, và tiếp tục ở lại phía Đông hòn đảo cho đến khi lên đường tung ra một đợt không kích khác xuống Tokyo vào ngày 25 tháng 2. Kỹ thuật tiếp nhiên liệu ngoài khơi được áp dụng là một dấu mốc mới, giúp các tàu sân bay tăng cường tính di động và linh hoạt. Lực lượng sau đó đi đến Okinawa cho các phi vụ trinh sát hình ảnh vào ngày 1 tháng 3, rồi rút lui về Ulithi vào ngày 5 tháng 3.
Lực lượng đặc nhiệm lại khởi hành từ Ulithi vào ngày 14 tháng 3, để hỗ trợ cho cuộc đổ bộ lên Okinawa, nút chặn cuối cùng trên con đường đi đến chính quốc Nhật Bản. Trong đợt không kích vào các ngày 18 và 19 tháng 3, máy bay từ tàu sân bay đã gây hư hại nặng các cơ sở tại hòn đảo này; Harrison góp phần bắn rơi một máy bay đối phương. Các cuộc không kích cũng đồng thời nhắm vào các sân bay trên các đảo chính quốc, nhằm giảm thiểu sự đối đầu trên không trong quá trình đổ bộ. Sau khi binh lính Thủy quân Lục chiến đổ bộ lên bờ vào ngày 1 tháng 4, lực lượng chuyển sang hỗ trợ trực tiếp cho cuộc chiến đấu trên bờ. Khi những gì còn lại của hạm đội Nhật Bản được tập hợp chung quanh thiết giáp hạm khổng lồ Yamato và khởi hành từ biển nội địa Nhật Bản để tấn công các bãi đổ bộ tại Okinawa, máy bay của Lực lượng Đặc nhiệm 58, đã đánh chìm Yamato cùng năm tàu khu trục trong khi chỉ chịu thiệt hại nhẹ.
Cũng tại ngoài khơi Okinawa, Harrison bắt đầu chịu đựng những đợt không kích cảm tử Kamikaze. Các pháo thủ phòng không của nó đã bắn rơi hai máy bay tấn công vào ngày 6 tháng 4, bảo vệ cho các tàu sân bay khỏi những đợt tấn công tự sát. Nó quay về Ulithi vào ngày 30 tháng 4 cho một đợt nghỉ ngơi ngắn, rồi lại lên đường vào ngày 9 tháng 5, hỗ trợ chiến thuật cho cuộc chiến giành quyền kiểm soát Okinawa. Được đổi tên thành Lực lượng Đặc nhiệm 38 trực thuộc Đệ Tam hạm đội, lực lượng tiếp tục nhiệm vụ này xen kẻ với những đợt không kích lên chính quốc Nhật Bản cho đến tháng 6. Họ chịu đựng một cơn bão vào ngày 5 tháng 6, khi tàu tuần dương hạng nặng Pittsburgh (CA-72) bị mất một phần mũi tàu, và các con tàu đi đến vịnh Leyte vào ngày 11 tháng 6 để sửa chữa.
Sau khi được tiếp liệu, lực lượng đặc nhiệm lại lên đường hướng đến Nhật Bản vào ngày 1 tháng 7. Trong hai tháng tiếp theo, những cuộc không kích được tung ra nhắm vào các đảo chính quốc Nhật Bản; các cuộc không kích phản công được Harrison và các tàu khu trục đánh trả. Được tiếp nhiên liệu ngoài biển, các tàu sân bay duy trì hoạt động ném bom liên tục; ngoài ra Harrison cùng bốn tàu tuần dương và năm tàu khu trục khác đã tiến hành càn quét dọc theo bờ biển phía Bắc đảo nhưng không bắt gặp tàu bè đối phương nào. Trong đêm 30-31 tháng 7, nó cùng phần còn lại của hải đội càn quét Suruga Wan, gần Tokyo, dưới chân núi Fuji, bắn phá các đầu mối đường sắt và một nhà máy nhôm.
Lực lượng Đặc nhiệm 38 tiếp tục tấn công lên chính quốc Nhật Bản cho đến khi đối phương chấp nhận đầu hàng vào ngày 15 tháng 8. Harrison đi đến Guam vào ngày 26 tháng 8, rồi đi đến Trân Châu Cảng vào ngày 14 tháng 9, nơi nó tháp tùng tàu sân bay Enterprise (CV-6) đi kênh đào Panama và vùng bờ Đông, đi đến Boston vào ngày 17 tháng 10. Sau khi mừng lễ hội Ngày Hải quân tại Boston, nó đi đến Charleston vào ngày 3 tháng 11, rồi được cho xuất biên chế và đưa về lực lượng dự bị vào ngày 1 tháng 4 năm 1946. Con tàu được chuyển đến Philadelphia năm 1965 và Orange, Texas đến năm 1968.

### ARMCuauhtemoc(E-01)
Chiếc tàu khu trục được bán nguyên trạng cho Mexico vào ngày 19 tháng 8 năm 1970, và phục vụ cùng Hải quân Mexico như là chiếc ARM Cuauhtemoc (E-01), tên được đặt theo Cuauhtémoc (khoảng 1502-1525), Hoàng đế cuối cùng của đế chế Aztec. Nó ngừng hoạt động năm 1982.

## Phần thưởng
Harrison được tặng thưởng mười một Ngôi sao Chiến trận do thành tích phục vụ trong Thế Chiến II.